# Julian Conze
Julian Conze (* 9. September 1999 in Münster) ist ein ehemaliger deutscher Fußballspieler.

## Karriere
Nach Stationen in der Jugend bei der SG Telgte und dem 1. FC Gievenbeck kam Conze 2015 zur Jugend des SC Preußen Münster. Dort unterschrieb er im Dezember seinen ersten Profivertrag. Am 12. Mai 2018 hatte er im Drittliga-Spiel bei der SG Sonnenhof Großaspach seinen ersten Einsatz im Profifußball.
Im Sommer 2019 erhielt der Mittelfeldspieler nach Auflösung seines Vertrages in Münster ein Sportstipendium an der University of Maryland in der Nähe von Baltimore. Im Rahmen eines vierjährigen Studiums soll er auch für die Fußballmannschaft des Colleges spielen. Zwischenzeitlich trat er jedoch in der zweiten Jahreshälfte 2020 noch einmal für 7 Spiele für seinen Jugendverein, den 1. FC Gievenbeck, in der Westfalenliga an und erzielte dabei 2 Tore. Ab Februar 2024 war er erneut für Gievenbeck aktiv, in der Saison 2024/25 war er Mannschaftskapitän des Klubs in der Oberliga Westfalen. Im Mai 2025 gab er sein Karriereende zum Saisonende bekannt.